# 정미경 (성우)
정미경(1968년 9월 25일 ~ )은 대한민국의 성우이다. 1992년 한국방송 성우극회 23기로 입사하였다. 현재 '드림액트 성우학원'의 교수직까지 겸임으로 맡고 있다.

## 출연 작품

### 애니메이션
- 4차원 탐정 똘비 (KBS) - 뿌뿌
- 달려라 바우 (KBS) - 장단비
- 리리카 SOS (KBS) - 안나 / 토토
- 무지개 요정 큐티하니 (SBS)
- 사무라이 디퍼 쿄우 (XTM) - 사쿠야 / 사테라 / 세이세이
- 셰익스피어 명작만화 말괄량이 길들이기 (SBS) - 케이트의 여동생
- 아장닷컴 (KBS) - 미나
- 은하탐정 케인 (SBS)
- 인형공주 리카 (KBS) - 미스티 / 새미
- 천사랑 (EBS) - 와리
- 모여라 딩동댕 (EBS) - 뚝딱이

### 영화
- 더 록 (KBS) - 제이드 (클레어 폴러니)
- 콜리야 (KBS)
- 헤라클레스 (KBS)
- 아이들의 훈장 (KBS)
- 러시아워 2 (SBS) - 스튜어디스(스완 페레츠)
- 매드 맥스 (KBS) - 나이트라이더의 여친(룰루 핀커스)
- 신 유성호접검 (KBS) - 묘소소(엽전진)
- 식스 센스 (KBS) - 카아라의 엄마(안젤리카 페이지) / 가게 손님(사미아 쇼아입)
- 레옹 (KBS) - 마틸다의 언니(엘리자베스 리젠)
- 크로커다일 던디2 (KBS)
- 호텔 르완다 (KBS) - 처남의 아내(레레티 쿠말로)
- 더 도어 (KBS) - 주잔느(수잔 안베)
- 초연 (KBS)
- 007문레이커 (KBS)
- 바로워스 (KBS)
- 조지 클루니의 표적 (KBS) - 로레타(도나 프렌첼)
- 쥬라기 공원 2 (KBS) - 켈리(바네사 리 체스터) / 캐시(커밀라 벨)
- 아웃브레이크 (KBS)
- 닥터 T (KBS) - 안무 지도자
- 일요일의 아이들 (KBS)
- 킬러들의 도시 (KBS) - 마리(테클라 뢰턴)
- 북경 자전거 (KBS)
- 아이 로봇 (KBS) - 비키(피오나 호건) / 로봇의 주인
- A.I. (KBS) - 비서 로봇(사브리나 그데비치)
- 발리우드 할리우드 (KBS)
- 좋은걸 어떡해 (KBS)
- 프로텍터 (KBS)
- 화이트 히어로 (KBS) - 비비안(수잔 기브니)
- 머큐리 (KBS)
- 나일강 살인 사건 (KBS) - 로잘린(올리비아 핫세)
- 호커스 포커스 (KBS)
- 아빠수업 (KBS)
- 패트리어트 (KBS)
- 경찰서를 털어라 (KBS)
- 초콜릿 (KBS) - 프랑소아즈
- 바이 바이 러브 (KBS) - 엠마 (일라이자 두슈쿠)
- 동방삼협 (SBS)
- 길로틴 트래지디 (KBS) - 소년
- 로코 (KBS)
- 고인돌가족 플린스톤2 (KBS)
- 칠검 (KBS) - 녹주(김소연)
- 베토벤 (SBS)
- 위험한 도박 (KBS)
- 황비홍 (SBS)
- 나의 장미빛 인생 (KBS)
- 어쌔신(KBS) - 경찰(셜리 올리버) / 은행원(이본느 파이자)

### 외화
- 아빠, 뭐하세요? (KBS)
- 어스시의 마법사(KBS) - 테나(크리스틴 크룩)
- 스필버그의 어메이징 스토리 (KBS)

### 방송
- 연속낭독(이윤기의 그리스 로마 신화) (KBS)
- 연속낭독(희망편지) (KBS)

### 광고
- 삼성
- 주택은행
- 동부화재